# Municipio de Green (condado de Shelby)
El municipio de Green (en inglés: Green Township) es un municipio ubicado en el condado de Shelby en el estado estadounidense de Ohio. En el año 2010 tenía una población de 919 habitantes y una densidad poblacional de 14,1 personas por km².

## Geografía
El municipio de Green se encuentra ubicado en las coordenadas 40°13′40″N 84°3′55″O / 40.22778, -84.06528. Según la Oficina del Censo de los Estados Unidos, el municipio tiene una superficie total de 65.2 km², de la cual 65,19 km² corresponden a tierra firme y (0,01 %) 0,01 km² es agua.

## Demografía
Según el censo de 2010, había 919 personas residiendo en el municipio de Green. La densidad de población era de 14,1 hab./km². De los 919 habitantes, el municipio de Green estaba compuesto por el 98,04 % blancos, el 0,22 % eran afroamericanos, el 0,11 % eran amerindios, el 0,33 % eran asiáticos, el 0,33 % eran de otras razas y el 0,98 % eran de una mezcla de razas. Del total de la población el 0,44 % eran hispanos o latinos de cualquier raza.